# NGC 752
NGC 752（Caldwell 28、Melotte 12）は、アンドロメダ座にある散開星団である。NGC 752であると考えられる天体は、1654年以前にジョヴァンニ・バッティスタ・オディエルナがすでに記述していたものの、1783年にカロライン・ハーシェルが発見し、1786年に兄のウィリアム・ハーシェルがカタログに収録したとされる。
地球からは約1300光年の位置にある大きな星団で、双眼鏡で容易に観測できるが、条件が良ければ裸眼でも見ることができる。望遠鏡を使うと、9等級以下の約60個の恒星が見られる。

## 構成
| 名前                  | 赤経             | 赤緯            | 視等級 (V) | スペクトル型 | データベース |
| --------------------- | ---------------- | --------------- | ---------- | ------------ | ------------ |
| NGC 752 1 (HD 11624)  | 01h 54m 57.6607s | +37° 07' 41.845 | 6.281      | K0           | Simbad       |
| NGC 752 2 (BD+36 345) |                  |                 |            |              | Simbad       |